# Dorfkirche Oppelhain

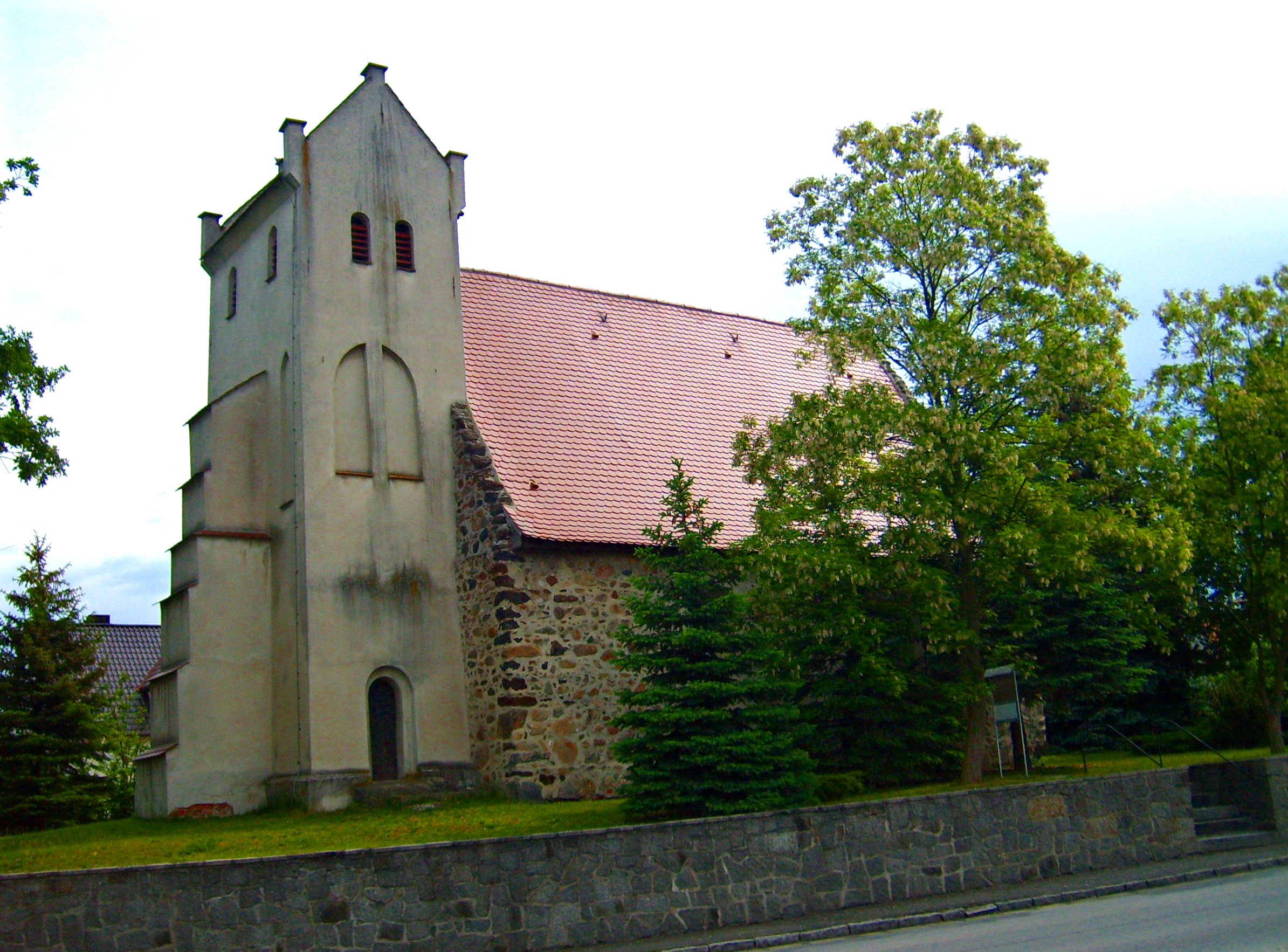
Dorfkirche Oppelhain

Die evangelische Dorfkirche Oppelhain ist ein denkmalgeschütztes Kirchengebäude im Ortsteil Oppelhain in der südbrandenburgischen Gemeinde Rückersdorf im Landkreis Elbe-Elster. Der aus dem 15. Jahrhundert stammende Feldsteinbau befindet sich auf dem alten Dorfanger des Ortes.

## Baubeschreibung und -geschichte
Bei der Oppelhainer Kirche handelt es sich um einen im 15. Jahrhundert errichteten verputzten Saalbau aus Feldstein. Im Westen des Kirchenschiffs befindet sich ein eingezogener Kirchturm mit rechteckigem Grundriss und Satteldach. Dieser wurde Mitte des 19. Jahrhunderts erhöht. Als Baumaterial diente Backstein. Ebenso aus Backstein besteht die im Osten des Schiffs befindliche polygonale Apsis der Kirche. Auch diese entstand erst durch die Um- und Ausbauarbeiten in der Mitte des 19. Jahrhunderts. Bereits im 18. Jahrhundert wurden die Fenster und Türen des Bauwerks vergrößert.
Oppelhain ist heute Teil der evangelischen Kirchengemeinde Friedersdorf, zu welchem neben Friedersdorf und Oppelhain auch Rückersdorf und Gruhno gehören. Die Kirchgemeinde befindet sich im Kirchenkreis Niederlausitz der Evangelischen Kirche Berlin-Brandenburg-schlesische Oberlausitz, kurz EKBO.

## Ausstattung (Auswahl)
Das Innere der Kirche ist von einer dreiseitigen Empore und einer bemalten Holzbalkendecke geprägt. In der Empore sind Spruchinschriften zu finden und die Brüstungsfelder sind ornamental bemalt. Im Handbuch der Deutschen Kunstdenkmäler werden sie als „derbe Bauernmalerei des 18. Jahrhunderts“ beschrieben.
Zu den weiteren Ausstattungsstücken der Kirche zählt ein geschnitzter Flügelaltar, der auf die Zeit um 1500 datiert wird. Die Figuren des Mittelschreins zeigen Anna selbdritt zwischen Johannes dem Täufer und Bartholomäus. In den Flügeln sind Maria Magdalena und Nikolaus zu sehen. Die Kanzel der Kirche stammt aus dem 17. Jahrhundert, der Pfarrstuhl aus dem 18. Jahrhundert.
Das Geläut besteht aus zwei Glocken, welche 1927 und 1956 gegossen wurden.

## Orgel
Das heute in der Kirche zu sehende Instrument ist eine Orgel, welche 1910 der Zörbiger Orgelbaumeister Wilhelm Rühlmann (1842–1922) schuf (op. 320). Nachdem sie sich viele Jahre in einem schlechten Zustand befunden hatte, führte die Firma Mitteldeutscher Orgelbau A. Voigt im Jahr 2017 eine Renovierung durch. Die Wiedereinweihung erfolgte am 1. Oktober 2017. Die Orgel besitzt eine pneumatische Kegellade, acht Register auf zwei Manualen und Pedal.
Die Disposition:
| I Manual C–f3 |    |
| Principal     | 8′ |
| Hohlflöte     | 8′ |
| Gambe         | 8′ |
| Oktave        | 4′ |

| II Manual C–f3   |    |
| Lieblich Gedackt | 8′ |
| Flauto amabile   | 4′ |

| Pedal C–d1 |     |
| Subbaß     | 16′ |
| Gedacktbaß | 8′  |

- Koppeln: II/I, I/II Super, I/P, II/P
- Spielhilfen: Volles Werk, Kalkant

## Weiterführende Literatur
- Georg Dehio: Handbuch der Deutschen Kunstdenkmäler – Brandenburg. 2. Auflage. 2012, ISBN 978-3-422-03123-4.